# Cape Fear Railways
Die Cape Fear Railways (AAR-reporting mark: CF) ist eine amerikanische Rangier-Eisenbahngesellschaft in Fort Bragg (North Carolina). Das Unternehmen hat seinen Sitz in Fort Bragg und gehört zur Unternehmensgruppe Seaboard Corporation.
1906 baute die Fayetteville Street Railway and Power Company eine Überlandstraßenbahn von Fayetteville (North Carolina) nach Fort Bragg. 1921 übernahm die Cape Fear Railways die Bahnstrecke. Damit verbunden war der Auftrag zum Transport des Flugzeugtreibstoffes für die Pope Air Force Base. Da die Strecke nicht für die Belastungen durch den Güterverkehr ausgelegt war, baute die Cape Fear Railways eine Bahnstrecke von Skibo (an der Strecke der Aberdeen and Rockfish Railroad) nach Fayetteville. 1926 wurde die Cape Fear Railways in eine öffentliche Bahn umgewandelt und die neue Strecke in Betrieb genommen, gleichzeitig erfolgte die Stilllegung der früheren Straßenbahntrasse. 1930 übernahm die Gesellschaft den Betrieb des Bahnnetzes innerhalb von Fort Bragg. 1984 wurde der Transport auf der Strecke nach Skibo eingestellt. Auf Grund der Nähe zu einer stark befahrenen Straße und der Bebauung wurde der Treibstofftransport 1984 über die Strecke nach Skibo eingestellt. 2007 wurde die Stilllegung dieses Abschnittes beantragt. Die Versorgung der Militärbasis erfolgt seit 1984 ausschließlich über den von der CSX-Strecke in Fort Junction.
Das rund acht Kilometer lange Streckennetz innerhalb von Fort Bragg ist von der US Army und die Anschlussstrecke von der CSX gepachtet. Die Gesellschaft hat sieben Beschäftigte und zwei von der US Army gemietete EMD GP10.

## Weblink
- csx.com: Streckennetz der Cape Fear Railways